# Cairbre Drom Cliabh
Cairbre Drom Cliabh ("Ui Cairbre (los descendientes de Cairbre) de Drumcliff"), fue un túath irlandés perteneciente a la antigua confederación de Íochtar Connacht (Connacht inferior), en el territorio del actual Condado de Sligo, al noroeste de la isla. Están representados actualmente en la baronía de Carbury. Fueron también conocidos como Cairbre na Catha (Carbury de las batallas). Existió desde al menos el siglo VI hasta el siglo XVI. 
Como territorio fronterizo de Connacht, tenía la consideración de saor-túath (territorio exento de tributos) bajo varias dinastías irlandesas a lo largo del tiempo, pero en su mayoría con los O'Connor, concretamente con su rama Clann Aindrias u O'Connor Sligo. Los O Conor Sligo (Ó Conchobhair Sligigh) fueron una rama de la casa real Ó Conchobhair, reyes de Connacht. Eran descendientes de Brian Luighnech Ua Conchobhair (m.1181) y fueron Señores de Sligo hasta mediados del siglo XVII.

## Ubicación y extensión
Este territorio se sitúa entre la costa y las Montañas Dartry, limitando con el Úlster al norte y se extiende desde el río Owenmore en Ballysadare hasta el río Drowes (Drobhaois) cerca de Bundoran. Incluía los distritos de Cálraighe  Locha Gile, Magh Cetne, Bréachmhaigh, Magh Eabha, Cuil Iorra y parte de Dartraige. En su territorio se ubica el Benbulben (Benn Ghulbain) junto con Knocknarea y Lough Gill. La extensión era mayor antes del siglo XII.

## Organización
El territorio estaba gobernado por un Rí-tuath electo y un oireachtas o asamblea de nobles libres, según el sistema gaélico de la ley Fenechus. A partir del siglo XII fue organizado en y townlands. 

## Historia
El tuath toma su nombre del semi legendario rey Cairbre mac Néill, tercer hijo de Niall de los Nueve Rehenes. Cairbre es descrito como un enemigo de San Patricio. La Vida de Patricio escrita por Tírechán en el siglo VII afirma que Cairbre fue maldecido por el santo, en la colina de Tara, con que ninguno de sus descendientes sería Rey Supremo. Aparece estrechamente asociado con Tailtu y Granard en los relatos más antiguos.
Cairbre fue excluido de las listas más tardías de reyes supremos, pero aparece en la más antigua, el Baile Chuinn Chétchathaig. entre los Jefes de Cenél Cairpre  se cuentan los O'Mulclohy (en irlandés: Ó Maolchloiche) un nombre traducido posteriormente como Stone. Los descendientes de Cairbre controlaban inicialmente un grupo familiar mayor que se extendía desde Sligo a Westmeath, abarcando Leitrim y partes de Fermanagh (como Tuatha Ratha o Magheraboy) y Longford (norte de Tethbae). Este territorio quedó dividido en dos con la expansión del Reino de Breifne bajo los Uí Briúin. El grupo del sur, conocido como Cairpre Gabra se asentó en la baronía de Granard en el Condado de Longford. Otra rama, los "Uí Cairpri Laigen", que se asentó en la baronía de Carbury en Kildare fueron probablemente una escisión más tardía de este grupo. Cairbre suministró sólo un rey supremo a Irlanda, su nieto Túathal Máelgarb Dunadhach.
En 561 la Batalla de Cúl Dreimhne (también conocida como la Batalla del Libro) se luchó en Cooladrumman, un townland cerca de Drumcliff en este territorio.
Este territorio, bajo la sombra del Benbulbin (en irlandés: Binn Ghulbain), fue desde donde partió Conall Gulbain para conquistar Tír Chonaill, en el Donegal moderno. Cairbre Drom Cliabh quedó estrechamente asociado políticamente con los Cenel Conaill pero la continua presión del Reino de Breifne llevó a la imposición de varios reyes:

1029 - Anales de Tigernach: "Una gran pérdida de vidas en Inis Lainne en Cairbre Mór, donde cuarenta personas de los nobles de Cairbre fueron quemados vivos, incluyendo Aodh Ó Ruairc, rey de Cairbre, y el jefe de Drumcliff.
AFM

El territorio de Cairbre pudo haber cubierto una área más grande antes del siglo XII cuando fue conquistado porTigernán Ua Ruairc de Breifne. Fue entonces ocupado por Brian Luighnech Ua Conchobhair de los Clann Aindrias o Ó Conchobhair Sligigh durante el periodo de inestabilidad que siguió a la conquista normanda. Fue asesinado en 1181 en Magh-Diughbha en Crich Coirpre junto a su hermano Maghnus por el Cenel Conaill. 
1051 - Cathal, hijo de Tighearnain, señor de Breifne, fue a una excursión depredadora a Eabha, y derribó Dun-Feich, donde cincuenta personas murieron, y de donde se robaron 700 vacas.
En 575, San Colmcille fundó el monasterio de Drumcliff.

## Era normanda
Como territorio fronterizo, Cairbre Drom Cliabh fue otorgado al aventurero normando Philip de Angelo (Costello, en irlandés: Mac Coisdealbhaigh) uno de los hermanos de Gilbert de Angulo. Esta fue una de las numerosas concesiones hechas a señores normandos por Cathal Crobhdearg, Rey de Connacht a cambio de apoyos contra sus enemigos en el Úlster. Gilbert y sus hermanos dirigieron la lucha contra los Cenel Conaill en nombre del rey pero Gilbert fue asesinado en Ballyshannon en 1213.

1214.7 - El territorio de Carbury Co. Sligo, posesión de Philip Mac Costello, fue depredado por Ualgarg O'Rourke, que se llevó numerosas vacas. [En manos normandas en concesión del rey de Connacht].

Tras la invasión de Connacht por Richard Mór de Burgh en los años 1230, se concedieron tierras a Maurice Fitzgerald, Señor de Offaly de la familia Fitzgerald que estableció el castillo, puerto y ciudad de Sligo. Llevó la iniciativa en la lucha contra Tir Conaill y Tir Eoghan hasta su derrota en la Batalla de Creadran Cille en Ros Ceide en 1257. 

1257 La batalla de Creadran Cille fue luchada entre los normandos y los irlandeses en Ros Ceite (Rosses Point).

Posteriormente, los FitzGerald fueron expulsados de sus tierras de Connacht por los de Burgh. Este debilitamiento de la colonia normanda en Carbury y Sligo permitió a los Clann Aindrias establecer el Señorío de Iochtar Connacht (Connacht inferior) durante los primeros momentos de la guerra civil de los Burke desde su base, Caislen-conor en Fassacoille, actual Bradcullen en el townland de Urlar.
Líneas de los Cenel Cairbre Drom Cliabh originales sobrevivieron anglicanizados como 'Stone' (de O'Mulclohy) en Carbury y O'Flanagan en Tuatha Ratha, en la baronía de Magheraboy, Fermanagh.

## Edad Moderna
En septiembre de 1588 tres barcos de la Armada invencible naufragaron en las costas de Cairbre en la playa de Streedagh. El oficial español Francisco de Cuellar describió el naufragio y sus aventuras posteriores en una carta enviada a España en 1591. El lugar del naufragio fue redescubierto en 1985.
Sir Henry Sidney creó l condado de Sligo, con la intención de reemplazar el antiguo sistema territorial gaélico.

### Entradas de los anales
542 la Batalla de Sligo, en la que Eogan Bél, rey de Connacht, cayó por Fergus y Domnall dos hijos de Muircheartach hijo de Erc, y por Ainmire hijo de Setna y por Naindid hijo de Dua que fueron los vencedores. De dónde se dijo:

La batalla de Uí Fiachrach se luchó,
Con furia de bordes sobre la frontera,
Foemen kine bramido contra lanzas,
La batalla se extendió a Crinder.
El río de Sligo se llevó fuera al gran mar
La sangre de los hombres con su carne,
Ellos cantaron paeans sobre Eba
Alrededor de la cabeza de Eogan Bél. (AFM)

En 538 a. C. la batalla del Codnaige (río Drumcliff) luchada por Tighernmas, rey de Irlanda.